# Pikrit
Pikrit (ang. Pykrete) je zamrznjen kompozitni material narejen iz 14% žaganja (ali lesne kaše, kot npr. papir) in 86% vode po teži, (masno razmerje žaganje/voda 6:1). Poimenovan je bo britanskem inženirju Geoffrey Pyke, ki je raziskoval ta material in predlagal izgradnjo letalonosilke iz tega materiala med 2. svetovno vojno v projektu Habakkuk. Nemške podmornice so namreč povzročale velike izgube na čezatlantskih konvojih in so delovale izven dosega britanskih kopenskih letal. Na koncu so projekt opustili in niso zgradili nobene letalonosilke iz pikrita.
Pikrit je bil zanimiv, ker ima sorazmerno majhno hitrost topljenja (zaradi majhne prevodnosti) in je bil bolj trden in vzdržljiv kot led. Je bolj težaven za oblikovanje kot beton, ker se razširi (ekspandira) med zmrzovanjem. Ga je pa možno popraviti in vzdrževati tudi s slano vodo. Iz njega je možno narediti poljubne oblike in je zelo trdoživ, če je vzdrževan pod lediščem.